# 蕭灌
萧灌（626年—682年），字玄茂，唐朝官员，出自兰陵萧氏，梁明帝蕭巋的曾孙，蕭珣之孙，蕭鈞的儿子。

## 生平
萧灌十八岁，中明经高第，补代王功曹。代王李弘被立储，改为通事舍人，转任直监。拜国子监丞。出为甘州司马，转任集州、岚州二州司马，转渝州长史。母亲去世，哀思过度。永淳元年（682年）八月，寓居穰县去世，年五十七岁。追赠吏部尚书。

## 家庭
- 夫人京兆韦氏（639年－692年），祖父韦云起，兵部尚书；父亲韦师实，秦州都督。长寿元年十月，逝於京师布政里。年五十四岁。
  - 子：萧仲豫，卫尉少卿、绛州刺史
    - 孙：萧贲，侍御史
    - 孙：萧孚，均州刺史
    - 孙：萧晋，太府少卿、彭州刺史，赠秘书监，封彭城县开国男

  - 子：萧嵩，唐玄宗时宰相
    - 孙：萧华，徐国公
    - 孙：萧衡，太仆卿